# Ibn Mujassar
Tāj al-Dīn Abū „Abdallah Muhammad b. 'Alī b. Yusuf b. Shahanshāh b. Ghisyān b. Muhammad b. Jalab Raghib (arab. ‏مُحمَّد بن علي بن يُوسُف بن شاهنشاه بن غسيان بن مُحمَّد بن جلب راغب المصري‎), znany bardziej jako Ibn Mujassar (ur. 8 marca 1231, zm. 4 czerwca 1278) – egipski historyk, żyjący pod koniec dynastii Ajjubidów. Jego książka Al-muntaqá min akhbār Miṣr (arab. ‏المنتقى من أخبار مصر‎) została wydania w 1919 roku i zawiera historię od 1047 do 1158 roku, opisując głównie historię Fatymidów.

## Biografia
Rodzina Ibn Mujassara ma pochodzenie tunezyjskie. W Egipcie osiedlili się w XII wieku.